# TGA (bestandsformaat)
TGA is een op rasters gebaseerde bestandsindeling voor afbeeldingen. TGA was de standaardindeling voor de  TARGA-kaart van Truevision Inc., een van de eerste grafische kaarten voor IBM-compatibele pc's die ware kleuren ondersteunde.
TGA-bestanden hebben over het algemeen de extensie ".tga" en kunnen beeldgegevens opslaan met 1 tot 32 bits precisie per pixel. Kleurgegevens zijn per kleur ingedeeld, in directcolor- of truecolor-indeling. Eventueel kan een verliesvrije RLE-compressie worden toegepast.
De TGA-bestandsindeling werd oorspronkelijk ontwikkeld door Truevision Inc. in 1984. Verschillende verbeteringen, zoals thumbnails (een verkleinde afbeelding), een alfa-kanaal, gammawaardes en tekstuele metagegevens, werden geïntroduceerd in 1989.